# Gora Kjuri
Gora Kjuri (Transkription von russisch Гора Кюри) ist ein Berg im ostantarktischen Königin-Maud-Land. In der Westlichen Petermannkette des Wohlthatmassivs ragt er am westlichen Ende der Schneidengruppe auf.
Russische Wissenschaftler benannten ihn. Der weitere Benennungshintergrund ist nicht überliefert.